# Рапідс (Нью-Йорк)
Рапідс (англ. Rapids) — переписна місцевість (CDP) в США, в окрузі Ніагара штату Нью-Йорк. Населення — 1584 особи (2020).

## Географія
Рапідс розташований за координатами 43°5′51″ пн. ш. 78°38′39″ зх. д. / 43.09750° пн. ш. 78.64417° зх. д. (43.097626, -78.644065).  За даними Бюро перепису населення США в 2010 році переписна місцевість мала площу 9,44 км², уся площа — суходіл.

## Демографія
Згідно з переписом 2010 року, у переписній місцевості мешкало 1636 осіб у 620 домогосподарствах у складі 442 родин. Густота населення становила 173 особи/км².  Було 643 помешкання (68/км²).
Расовий склад населення:
| - 95,5 % — білих - 1,7 % — чорних або афроамериканців - 1,1 % — азіатів - 0,3 % — вихідців з тихоокеанських островів - 0,1 % — корінних американців |

До двох чи більше рас належало 1,1 %. Частка іспаномовних становила 1,2 % від усіх жителів.
За віковим діапазоном населення розподілялося таким чином: 26,7 % — особи молодші 18 років, 65,2 % — особи у віці 18—64 років, 8,1 % — особи у віці 65 років та старші. Медіана віку мешканця становила 37,1 року. На 100 осіб жіночої статі у переписній місцевості припадало 99,3 чоловіків;  на 100 жінок у віці від 18 років та старших — 97,5 чоловіків також старших 18 років.
Середній дохід на одне домашнє господарство  становив 81 461 долар США (медіана — 65 357), а середній дохід на одну сім'ю — 92 339 доларів (медіана — 95 568). За межею бідності перебувало 2,0 % осіб, у тому числі 0,0 % дітей у віці до 18 років та 0,0 % осіб у віці 65 років та старших.
Цивільне працевлаштоване населення становило 850 осіб. Основні галузі зайнятості: освіта, охорона здоров'я та соціальна допомога — 26,6 %, виробництво — 19,1 %, науковці, спеціалісти, менеджери — 13,2 %, мистецтво, розваги та відпочинок — 12,1 %.